# 倉敷市立精思高等学校
倉敷市立精思高等学校（くらしきしりつせいしこうとうがっこう）は、岡山県倉敷市八王寺町に所在する市立の高等学校。夜間部の定時制課程で、普通科と商業科を設置している。修業年限は4年である。

## 教育目標
教育基本法、学校教育法の示す精神に則り、地域社会の特性を勘案して、人格を完成し、国家社会の有為な形成者としての資質を養うことを目標に次の5項目の達成に努める。
- 自主性の確立 - 常に真実を追求し、自主的に行動する態度を養う
- 英知の涵養 - 教養を豊かにして英知を高め、普遍性のある判断力を養う
- 実践力の養成 - 心身の健全を保ち、明朗かつ進取的な気性を培って実践力を養う
- 職業観の確立 - 職業の尊さを自覚して必要な知識技能を身につけ、産業振興への熱意を養う
- 幸福感の保持 - 人間の善意を信頼して、常に明るい幸福感を失わない態度を養う

## 沿革
- 1948年4月1日 - 岡山青年師範学校に附属高等学校を開校し、昼間部定時制課程(農業科・家庭科)が設置される
- 1950年4月1日 - 岡山県立倉敷至誠高等学校（現 岡山県立倉敷商業高等学校）日吉分校および夜間部定時制課程（商業科）が開校。
- 1951年4月1日 - 倉敷市立精思高等学校が開校する
  - 昼間部：定時制課程農業科､家庭科
  - 夜間部：定時制課程商業科
- 1955年6月16日 - 倉敷市立精思高等学校昼間部定時制課程農業科・家庭科を西富井校舎へ移転
- 1963年4月1日 - 昼間部が県営移管されて、全日制の岡山県立倉敷精思高等学校（現 岡山県立倉敷中央高等学校）と改称。夜間部に普通科を増設する。
- 1969年4月21日 - 校舎新築第一期工事が完了移転
- 1971年3月15日 - 校舎新築第二期工事が完了
- 1971年10月29日 - 創立20周年並びに新校舎落成記念式典を挙行
- 1992年12月 - 商業科特別編入制度（単位制）の設置が認可される
- 2007年9月26日 - 商業科特別編入制度の廃止、商業科聴講生制度の新設
- 平成22(2010)年11月20日　創立６０周年記念式典を挙行する。
- 令和3(2021)年10月23日　創立７０周年記念式典を挙行する。

## 基礎データ

### 所在地
- 岡山県倉敷市八王寺町199-3

### アクセス
- JR西日本山陽本線倉敷駅徒歩20分

## 学校行事
- 4月 - 入学式
- 5月 - 体育会、中間考査
- 6月 - チャリティーバザー
- 7月 - 期末考査
- 8月 - 夏季休業
- 9月 -
- 10月 - 中間考査
- 11月 - 文化祭
- 12月 - 期末考査、球技大会
- 1月 -
- 2月 -
- 3月 - 期末考査、卒業式